# The Cold Lands
The Cold Lands è un film del 2013 diretto da Tom Gilroy.
Il film è stato presentato in anteprima nel febbraio 2013 al Festival del cinema di Berlino ed è stato proiettato in vari festival nel corso del 2013 e 2014.

## Trama
L'undicenne Atticus vive con la madre Nicole in una povera casa di legno fuori da un villaggio tra i Monti Catskill. Nonostante la sua evidente povertà, la donna insiste sulla sua indipendenza, soprattutto dalla sicurezza sociale. Un giorno, Atticus torna da una festa di compleanno e scopre che sua madre è morta. Secondo la dizione della madre di non aver bisogno di aiuto esterno, il ragazzo fugge nella foresta e vive lì per diversi giorni, sopravvivendo con qualunque cosa riesca a trovare. Una notte, Atticus si imbatte in un laboratorio clandestino di metanfetamine ed è inseguito dai rivenditori. Un hippy di nome Carter gli salva la vita e lo porta via con sé diventando il suo mentore.

## Produzione
La location delle riprese è Rensselaerville, nella contea di Albany presso i Monti Catskill, dove il regista Gilroy possiede una casa. La maggior parte degli attori, in particolare Silas Yelich, provengono da questo luogo.
Il nome Atticus deriva dal romanzo Il buio oltre la siepe dello scrittore americano Harper Lee.

## Accoglienza
Su Rotten Tomatoes, il film ha conseguito un indice di gradimento del 64% sulla base di 11 recensioni, con una valutazione media di 6,35/10. Su Metacritic, il film ha un punteggio medio ponderato di 66 su 100, basato su 6 critici, indicando "recensioni generalmente favorevoli".
La recensione di Emily VanDerWerff di The A.V. Club ha dato a The Cold Lands un voto B-, affermando: "Qui ci sono le ossa della storia stereotipata del “perdente ha la sua vita girata da un bambino”, ma Gilroy porta tutto questo in un modo più realistico, luogo più interessante, e riesce a trovare un finale per la storia che offre un tocco di ottimismo ma non sembra un imbroglio."

## Riconoscimenti
- 2013 - Nashville Film Festival
- Special Jury Prize - Promising Actor
- 2013 - São Paulo International Film Festival
  - Nomination Miglior film
- 2013 - Sarasota Film Festival
  - Nomination Jury Prize for Narrative Feature Film Competition

## Colonna sonora
Michael Stipe ha lavorato per decenni con il regista/sceneggiatore Tom Gilroy su una varietà di progetti. Stipe accettò di creare la colonna sonora di The Cold Lands, che fu il suo primo lavoro da quando i R.E.M. si sciolsero nel 2011. Tuttavia, la colonna sonora originale finale ascoltata nel film fu composta da Hahn Rowe, noto per il suo lavoro con la band Hugo Largo. La canzone ascoltata nei titoli di apertura e chiusura è "Rhymes of an Hour" di Mazzy Star.